# NCSM Sarnia (J309)
Pour les articles homonymes, voir Sarnia.
Le NCSM  Sarnia (pennant number J309) (ou en anglais HMCS Sarnia) est un dragueur de mines de la Classe Bangor lancé pour la Marine royale canadienne (MRC) et qui a servi pendant la Seconde Guerre mondiale.

## Conception
Le Sarnia est commandé dans le cadre du programme de la classe Bangor de 1941-42 pour le chantier naval de Davie Shipbuilding and Repairing Co. Ltd. de Lauzon au Québec au Canada. La pose de la quille est effectuée le 18 septembre 1941, le Sarnia est lancé le 21 janvier 1942 et mis en service le 13 août 1942.
La classe Bangor doit initialement être un modèle réduit de dragueur de mines de la classe Halcyon au service de la Royal Navy,. La propulsion de ces navires est assurée par trois types de motorisation: moteur diesel, moteur à vapeur à pistons à double ou triple expansions et turbine à vapeur. Cependant, en raison de la difficulté à se procurer des moteurs diesel, la version diesel a été réalisée en petit nombre.
Les dragueurs de mines de classe Bangor version canadienne déplacent 683 tonnes en charge normale. Afin de pouvoir loger les chaufferies, ce navire possède des dimensions plus grandes que les premières versions à moteur diesel avec une longueur totale de 54,9 mètres, une largeur de 8,7 mètres et un tirant d'eau de 2,51 mètres. Ce navire est propulsé par deux moteurs alternatifs verticaux à triple détente alimentés par deux chaudières à tubes d'eau à trois tambours Admiralty et entraînant deux arbres d'hélices. Le moteur développe une puissance de 2 400 chevaux-vapeur (1 790 kW) et atteint une vitesse maximale de 16 nœuds (30 km/h). Le dragueur de mines peut transporter un maximum de 152 tonnes de fioul.
Leur manque de taille donne aux navires de cette classe de faibles capacités de manœuvre en mer, qui seraient même pires que celles des corvettes de la classe Flower. Les versions à moteur diesel sont considérées comme ayant de moins bonnes caractéristiques de maniabilité que les variantes à moteur alternatif à faible vitesse. Leur faible tirant d'eau les rend instables et leurs coques courtes ont tendance à enfourner la proue lorsqu'ils sont utilisés en mer de face.
Les navires de la classe Bangor sont également considérés comme exiguës pour les membres d'équipage, entassant 6 officiers et 77 matelots dans un navire initialement prévu pour un total de 40.

## Histoire

### Seconde Guerre mondiale
Le Sarnia est mis en service dans la Marine royale canadienne à Toronto le 13 août 1942. Après sa mise en service et ses essais en mer, le Sarnia  escorte un convoi Québec-Sydney en route vers Halifax en Nouvelle-Écosse. Il est ensuite affecté à la Newfoundland Force (Force de Terre-Neuve) et reste avec l'unité jusqu'en septembre 1944.
A la fin de 1943, le navire est impliqué dans deux actes de sabotage. L'enquête a révélé la présence de trois membres de l'équipage de la salle des machines, mais il n'y a pas suffisamment de preuves pour porter plainte
.
En septembre 1944, il subit un important carénage à Lunenburg (Nouvelle-Écosse). Après avoir repris du service et travaillé aux Bermudes, le Sarnia est affecté à la Halifax Force (Force de Halifax), puis à la Halifax Local Defence Force (Force de défense locale de Halifax), restant avec ce groupe jusqu'en juin 1945.
Le 15 avril 1945, le Sarnia sauve les rescapés du NCSM Esquimalt torpillé, qui attendait le Sarnia dans les approches de Halifax. Après avoir pris contact avec le sous-marin, le Sarnia attaque sans succès l'attaquant de l'Esquimalt, le U-Boot U-190. Après juin, il accomplit diverses tâches le long de la côte est jusqu'à ce qu'il soit désarmé le 28 octobre 1945 à Sydney (Nouvelle-Écosse) et immobilisé à Shelburne (Nouvelle-Écosse).

### Après-guerre
Après la guerre, le Sarnia est placé en réserve stratégique à Sorel, au Québec. Il est repris par la Marine royale canadienne en 1951 et réaménagé en vue du service actif. Le dragueur de mines reçoit le nouveau numéro de coque (Pennant number) 190, mais il n'est jamais remis en service.
Le Sarnia est le premier dragueur de mines de la classe Bangor à terminer sa remise en état et à être remorqué à Sydney, en Nouvelle-Écosse, puis remis en réserve.
Il est vendu aux forces navales turques le 29 mars 1958 et rebaptisé TCG Büyükdere (TCG pour Türkiye Cumhuriyeti Gemisi ou Navire de la République de Turquie),. Le navire appareille vers la Turquie le 19 mai 1958. Il sert jusqu'en 1972, date à laquelle son immatriculation est supprimée. Le navire est démantelé en Turquie en 1972.

### Honneurs de bataille
- Gulf of St. Lawrence 1942
- Atlantic 1942-1943

### Participation auxconvois
Le Sarnia a navigué avec les convois suivants au cours de sa carrière:
1. Convoi BX 145
2. Convoi HX 213
3. Convoi ON 78
4. Convoi ON 174
5. Convoi ONS 40
6. Convoi XB 144
7. Convoi XB 145

### Commandement
- T/Lieutenant (T/Lt.) Charles Aitken Mott (RCNR) du 18 août 1942 au 10 février 1943
- T/Lieutenant (T/Lt.) David Ireland McGill (RCNVR) du 11 février 1943 au 17 juillet 1943
- Lieutenant (Lt.) Richard Cassels Chenoweth (RCNVR) du 18 juillet 1943 au 12 mars 1944
- T/Lieutenant (T/Lt.) Roland Douglas Hurst (RCNVR) du 13 mars 1944 au 9 octobre 1944
- T/Lieutenant (T/Lt.) Robert Percy Joel Douty (RCNVR) du 10 octobre 1944 au 2 septembre 1945
- T/Lieutenant (T/Lt.) Glen Atwood MacPherson (RCNVR) du 3 septembre 1945 au 18 octobre 1945

Notes:
RCNR: Royal Canadian Naval Reserve
RCNVR: Royal Canadian Naval Volunteer Reserve 